# Codex Nowell
Le codex Nowell est un manuscrit anglo-saxon du début du XIe siècle. Il contient plusieurs textes de nature poétique, dont l'unique copie existante de Beowulf. Relié avec un autre manuscrit médiéval, le « codex Southwell » (milieu du XIIe siècle), il forme le volume Cotton Vitellius A.xv, qui est conservé à la British Library.

## Contenu
Le codex Southwell, qui date du milieu du XIIe siècle, comprend quatre textes en prose :
- une copie des Soliloques d'Augustin d'Hippone dans leur traduction par Alfred le Grand ;
- une traduction de l'Évangile de Nicodème ;
- le dialogue Salomon et Saturne ;
- un fragment d'une vie de saint Quentin dont la fin manque[1].

Il existe quelques différences entre l'écriture des Soliloques et celle des trois autres textes, mais elles ne sont pas suffisantes pour que l'on puisse avec certitude les attribuer à deux scribes différents. À en juger par l'usure de la première page de l'Évangile de Nicodème, il semble que le codex soit issu de la réunion de deux manuscrits distincts, les Soliloques aient été ajoutés a posteriori.
Le codex Nowell, généralement daté des alentours de l'an 1000, comprend trois textes en prose suivis de deux poèmes :
- un fragment d'une vie de saint Christophe dont le début manque ;
- Les Merveilles de l'Orient, une description illustrée de pays exotiques et de leurs habitants ;
- la traduction d'une prétendue Lettre d'Alexandre à Aristote ;
- Beowulf, qui occupe la majeure partie du manuscrit ;
- Judith, une reprise d'une partie du Livre de Judith dont manquent le début et la fin[1].

Ces textes ont été écrits par deux scribes différents, le passage de l'un à l'autre s'effectuant au vers 1939 de Beowulf. L'usure de la dernière page de Beowulf, entre autres éléments, suggère que Judith a été rattaché ultérieurement au manuscrit, bien qu'il soit rédigé de la même main que la fin de Beowulf. Il est également possible que Judith ait été placé à l'origine au début, avant la vie de saint Christophe, avant d'être déplacé.
Le contenu plutôt éclectique du codex a entraîné un débat quant aux raisons ayant conduit au choix de ces textes en particulier. Une théorie veut que le ou les compilateurs aient vu un lien thématique entre ces textes : les cinq ont tous trait, de près ou de loin, avec des monstres, ou un comportement monstrueux.

## Histoire

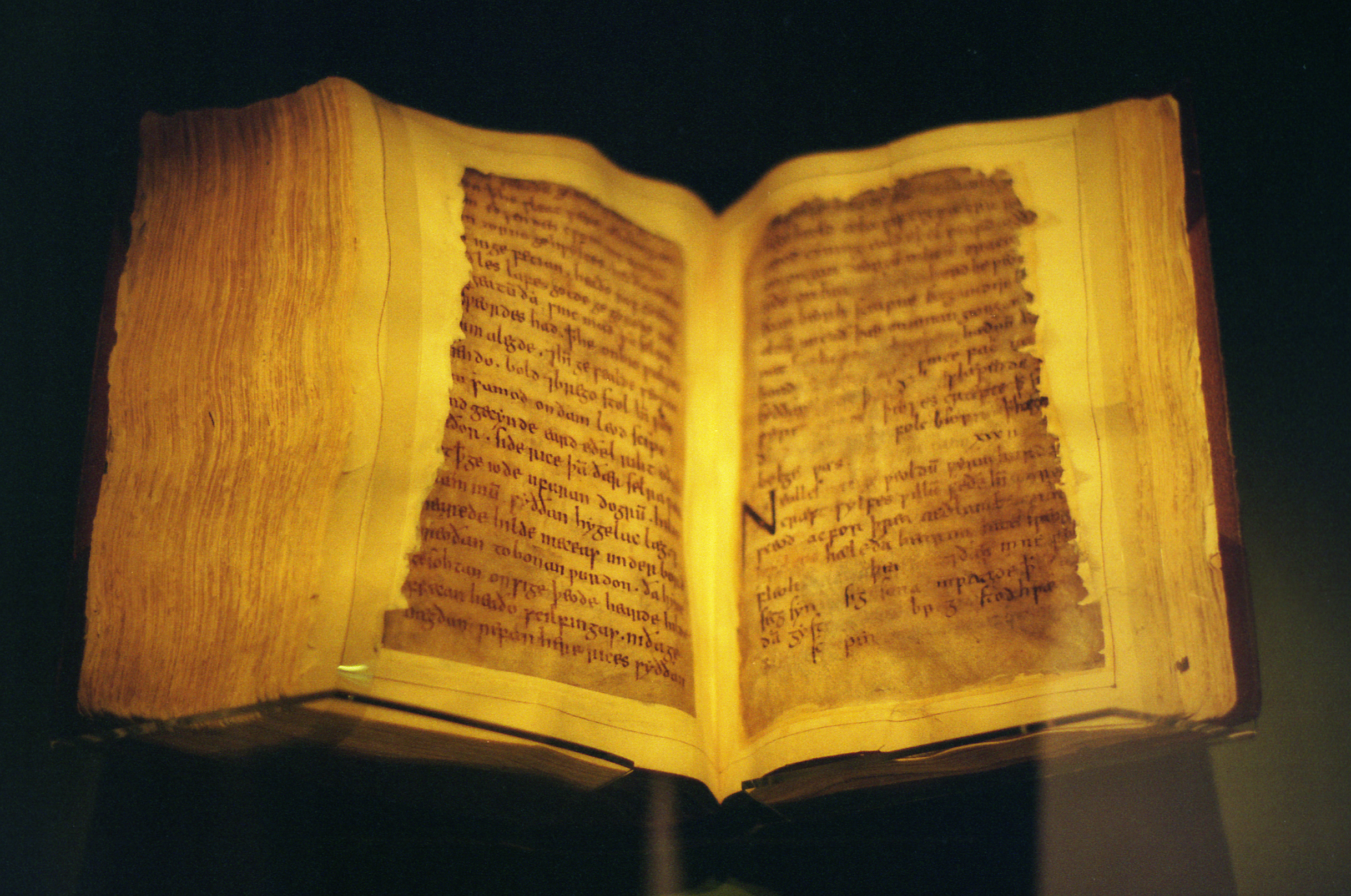
Le manuscrit ouvert.

Le codex Southwell doit son nom au prieuré de Southwick (en), dans le Hampshire, auquel le manuscrit a appartenu si l'on en croit une mention manuscrite au bas du folio 2r.
Le premier propriétaire connu du codex Nowell est l'antiquaire Laurence Nowell, qui a écrit son nom et l'année 1563 sur la première page du manuscrit. On le retrouve au XVIIe siècle dans la collection de Robert Bruce Cotton, dont le système de classification donne au codex son nom actuel : il se trouvait en quinzième position (« xv ») sur la première étagère (« A ») du meuble surmonté par un buste de l'empereur Vitellius. C'est vraisemblablement Cotton qui fait relier ensemble les deux manuscrits.
En 1702, le petit-fils de Robert Cotton lègue la collection familiale, dont le manuscrit Vitellius A.xv, au royaume de Grande-Bretagne. Lors de l'incendie qui frappe le manoir d'Ashburnham House en 1731, la bibliothèque Cotton subit de lourdes pertes. Le manuscrit échappe à la destruction, mais les flammes endommagent la reliure et le bord extérieur des pages. Au fil du temps, faute d'une restauration sérieuse, elles s'effritent et causent la perte de caractères sur le bord droit. C'est ainsi que la transcription de Beowulf par Grímur Jónsson Thorkelin, à la fin du XVIIIe siècle, reste précieuse pour les chercheurs en dépit de sa qualité médiocre, car elle préserve une trace de ces lettres disparues depuis.
Ce n'est qu'au milieu du XIXe siècle que le manuscrit est relié à neuf. Chacune de ses pages est découpée avant d'être placée dans un cadre pratiqué dans une feuille de papier plus grande. Ce sont ces grandes feuilles qui sont ensuite reliées entre elles, dans une reliure copiant celle d'origine. Cette méthode a permis de mettre un terme à la détérioration du vélin, mais elle a également rendu difficile ou impossible la lecture de lettres situées sur le bord gauche des feuilles, qui sont masquées par les feuilles-cadres.